# Риволі
Риволі (італ. Rivoli, п'єм. Rìvole) — муніципалітет в Італії, у регіоні П'ємонт,  метрополійне місто Турин.
Риволі розташоване на відстані близько 540 км на північний захід від Рима, 15 км на захід від Турина.
Населення — 48 835 осіб (2014).

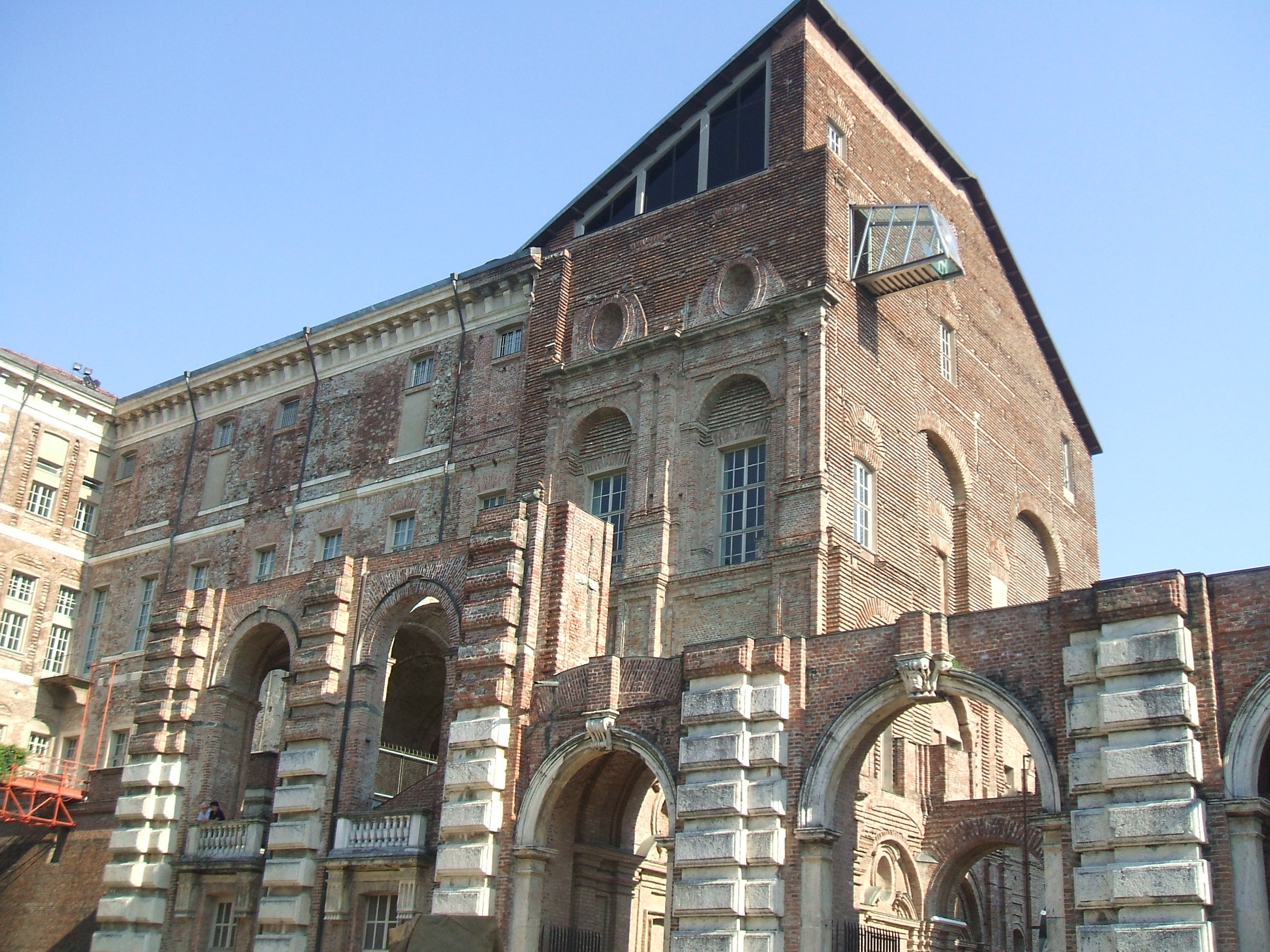

Щорічний фестиваль відбувається  у вересні. Покровитель — Madonna della Stella.

## Демографія
Населення за роками:

Станом на 1 січня 2023 року в муніципалітеті офіційно проживало 2209 іноземців з 82 країн, серед них 1339 громадян країн Євросоюзу та 24 громадяни України.

## Уродженці
- Федеріко Гатті (*1998) — італійський футболіст, захисник.

- Джузеппе Вавассорі (*1934 — †1983) — італійський футболіст, воротар, згодом — футбольний тренер.
- Алессія Мауреллі (*22 серпня 1996) — італійська гімнастка.

## Сусідні муніципалітети
- Альпіньяно
- Казелетте
- Колленьо
- Грульяско
- Орбассано
- П'янецца
- Ривальта-ді-Торино
- Роста
- Турин
- Вілларбассе